# Piet Moeijes
P.G. (Piet) Moeijes (16 juli 1949 – 18 augustus 2012) was een Nederlands politicus van de VVD.
In 1994 werd hij wethouder in Wester-Koggenland en vanaf januari 2007 toen die gemeente samen met Obdam opging in Koggenland was hij wethouder in die nieuwe gemeente. In april 2007 werd Moeijes benoemd tot burgemeester van de toenmalige aangrenzende gemeente Schermer waarbij hij in Koggenland als wethouder werd opgevolgd door zijn partijgenoot Jan Wijnker.
Op 18 augustus 2012 overleed Moeijes tijdens een fietstocht